# Утопія

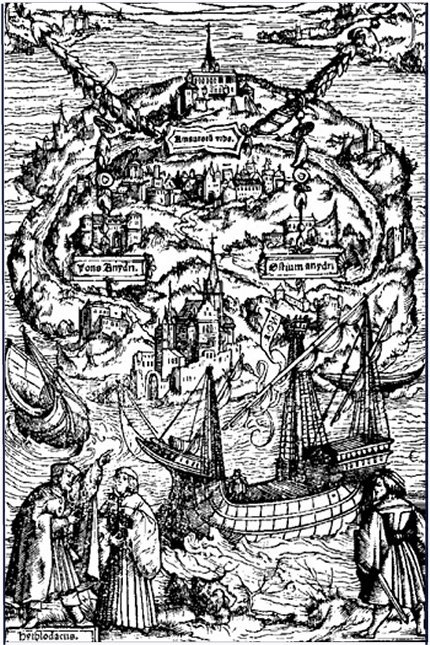
Амброзіус Гольбейн. Дереворит до видання «Утопії» 1518 р.

Уто́пія (з грец. ύ (немає) + τόπος (місце), тобто «місце, якого неіснує», або грец. еύ (блажене, гарне, легке) + τόπος (місце), тобто «блаженне місце, тобто блаженна країна») —
в художній літературі є абстрактною моделлю ідеальної соціальної системи, що відповідає уявленням автора про гармонію людини й суспільства.
Це художнє (іноді алегоричне) зображення ідеального чи наближеного до нього суспільного устрою. Розрізняють комуністичні, ліберальні, християнські та інші види утопій. Утопічні соціуми описувалися як закритими (острів, комуна) так і глобальними (країна, політичний блок, планетарна чи галактична єдність); поміщалися у минулому, часто альтернативному, сьогоденні чи в майбутньому суспільстві (зустрічається найчастіше).
Утопія має позитивне значення як нормативний соціальний ідеал суспільства (або стану справ) досконалої якості.
Поняття «утопія» вперше з'явилось у творі Томаса Мора «Утопія» (так в його творі називався острів, на якому було створено ідеальне суспільство). Сьогодні «утопія» — різновид соціальної фантастики. Для нього характерним є те, що автор переконує читачів у правильності висловлених у творі суспільних проєктів та ідей.
Протилежним до утопії є жанр  антиутопії («451 градус за Фаренгейтом» Рея Бредбері, «1984» Джорджа Орвелла, «Прекрасний новий світ» Олдоса Гакслі та інші). На відміну від антиутопії, де основний акцент робиться на попередженні соціальних небезпек, утопія потребує змалювання правдивого життя в принципово новому суспільстві загального благоденства. Така особливість утопії як літературного жанру вимагає від автора художньої майстерності та переконливості в деталях, особливого суспільного чуття. Очевидним є факт соціального запиту на такого роду літературу, яка в різних історичних умовах набуває більшої чи меншої популярності. Тому утопій, як м'якої наукової фантастики, значно менше, ніж антиутопій.

## Історія

### Перелік утопічних творів

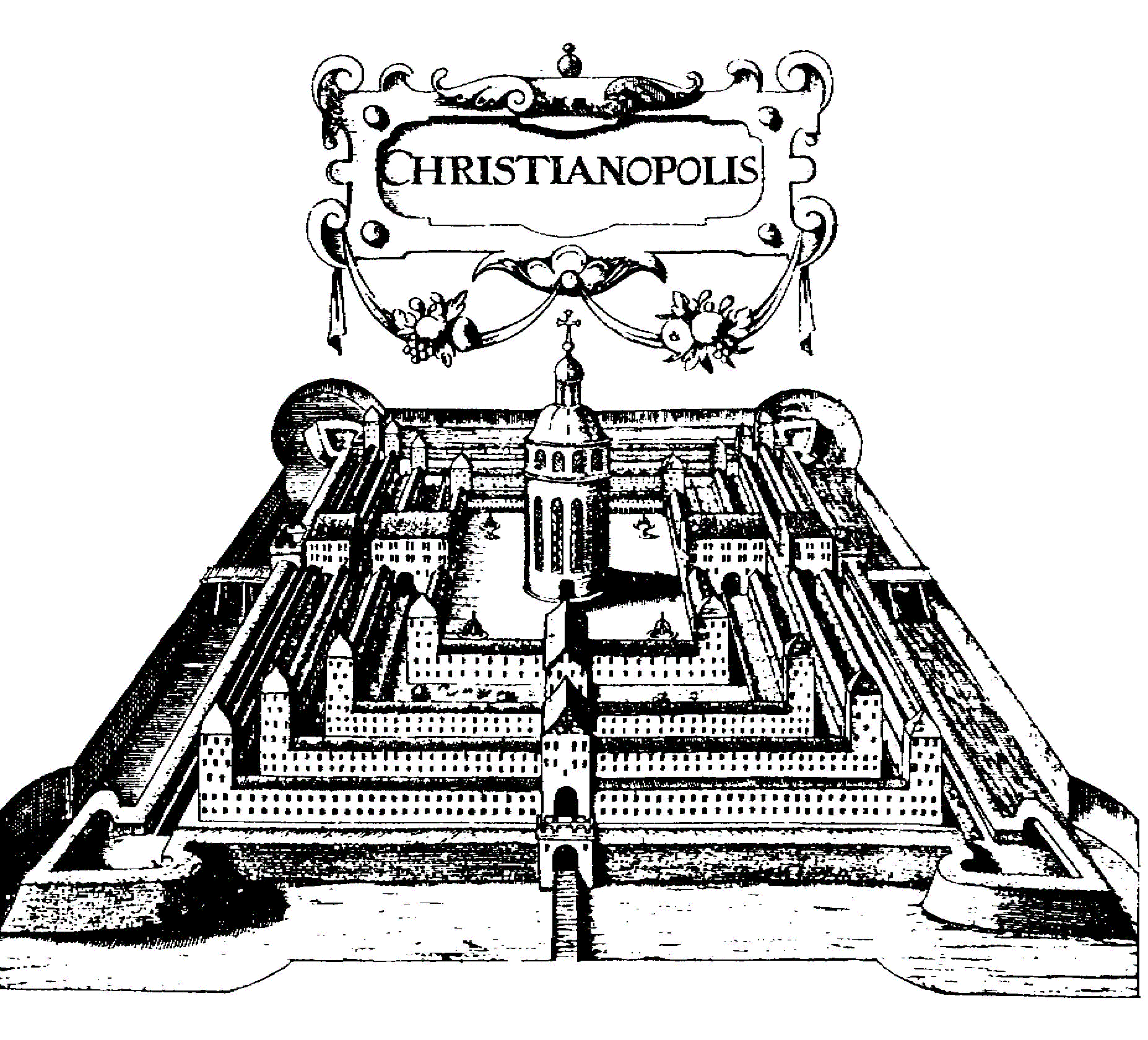
Світлина до книги «Христіанополіс»

Утопія як жанр літератури зникає в епоху середньовіччя і набуває актуальності в добу Відродження і далі. За 450—500 років написано чимало утопічних творів, серед яких:
- «Утопія» (Томас Мор , 1516)
- «Місто Сонця» (Томмазо Кампанелла, 1602)
- «Христіанополь» («Фортеця Христа або опис республіки Христіанополь», Йоган Валентин Андрее, 1619)
- «Нова Атлантида» (Френсіс Бекон, 1627)
- «Історія севарамбів» (Дені Верас, 1675)
- «Кодекс природи» (Етьєн-Габрієль Мореллі, 1755)
- «2440 рік» (Луї Мерсьє, 1770)
- «4338-й рік: Петербурзькі листи» (Володимир Одоєвський, 1835—1840)
- «Подорож в Ікарію» (Етьєн Кабе, 1840)
- «Погляд назад, 2000—1887» (Едвард Белламі, 1888)
- «Вісті нізвідкіля» (Вільям Морріс, 1891)
- «На іншій планеті» (Порфирій Інфантьєв[ru], 1896 (1901))
- «Червона зоря» (Олександр Богданов, 1908)
- «Країна Гонгурі» (Вівіан Ітін, 1922)
- «Сонячна машина» (Володимир Винниченко, 1928)
- «Волден два» (Б. Ф. Скіннер, 1948)
- «Туманність Андромеди» (Єфремов Іван Антонович, 1956)
- «Острів» (Олдос Хакслі, 1962)
- «Вєточкіни мандрують до майбутнього» (Олександр Свєтов[ru], 1963)
- «Динотопія» (Джеймс Ґарні, 1992)

### Утопія і художники

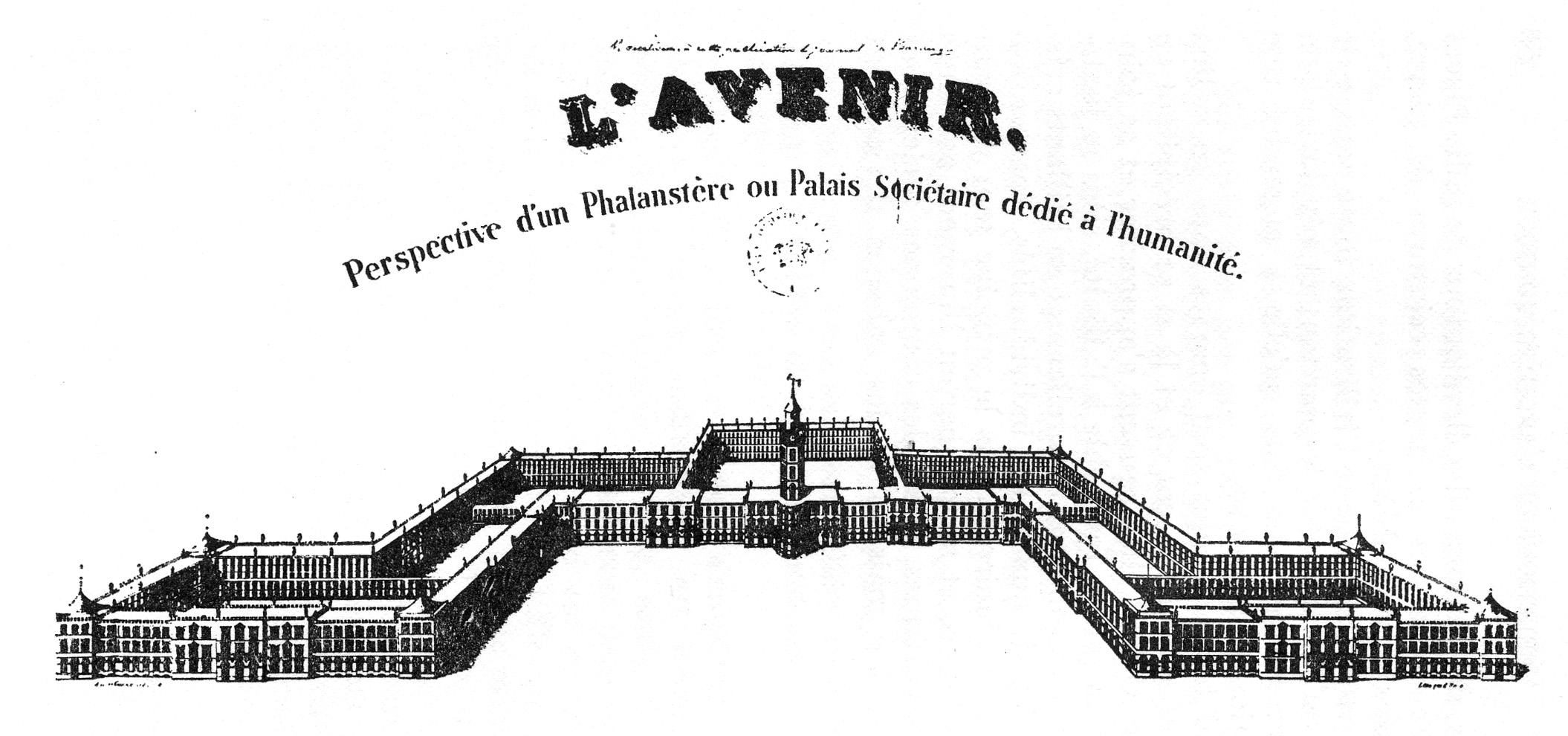
Шарль Фур'є, вигляд Фаланстера

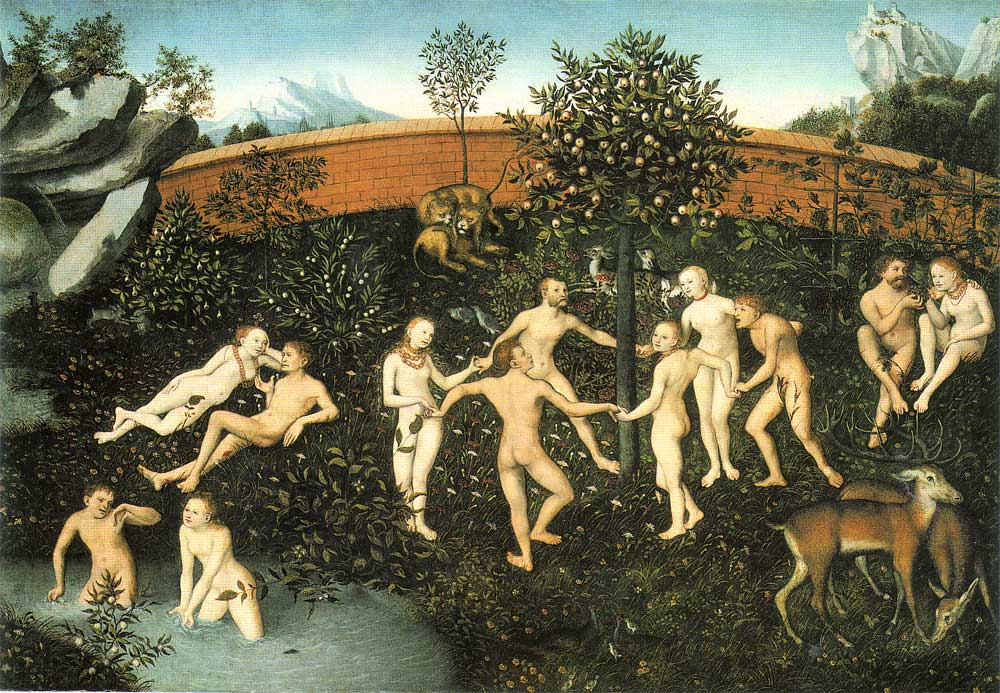
Худ. Лукас Кранах Старший, Золота доба з запозиченнями утопічних ідей з Біблії.1530 р.

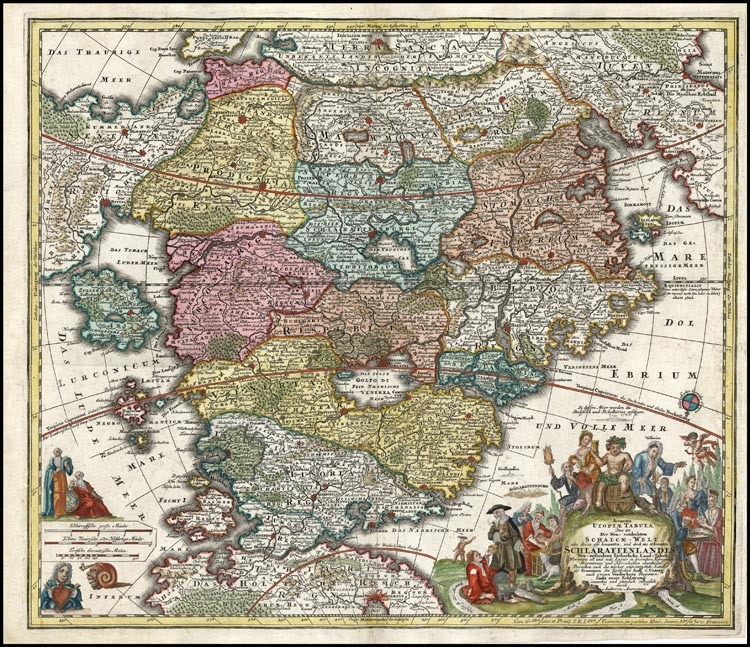
Мапа Утопії 1730 року

З доби Відродження починається процес візуального відтворення утопій, до якого долучились художники. З'явились картини і гравюри з фантазійним відтворенням невідомого утопічного острову, міста, країни. Вони були як світлинами до книг про утопії, так і самостійними творами. Серед авторів відомі майстри (Лукас Кранах Старший), так і маловідомі чи аноніми (гравюра аноніма до «Утопії» Томаса Мора в виданні 1518 р. та ін.)
Ідея регулярного розпланування утопічного міста привабила і реальних архітекторів (Філарете, Франческо ді Джорджо Мартіні, Скамоцці, Александр Леблон). А ті створили проєкти ідеальних міст, а трохи згодом і вибудували подібні міста в різних країнах (місто П'єнца, місто-фортеця Пальма Нуова поблизу Венеції (арх. Вінченцо Скамоцці, 1593 р.), Італія; відбулося розпланування міст Жовква , Броди Україна). Ідея ідеального (утопічного за витоками) міста була підхоплена як гуманістично налаштованими діячами, так і реакційними (теократичні міста єзуїтів у Латинській Америці, які лише номінально підкорялися Папі римському. Їх залишки — це й досі видатні пам'ятки доби бароко і пам'ятки химерних намагань перевести в реальність неперевірені і недосконалі ідеї, що обернулись в руках реакціонерів свавіллям, злочином і насиллям.)
Були надруковані і вигадані мапи Утопії (1730 року тощо.)

## «Держава» Платона
Початок жанру утопій сягає в істоію Стародавньої Греції. Найвідомішим прикладом став твір філософа Платона «Держава». Платон і дав в книзі опис ідеального суспільства з позицій рабовласницької доби. Афіняни зацікавлено спостерігали за Спартою і її суспільним устроєм, несхожим на устрій в Афінах. Але спостереження відкрили ганебні сторони суспільства Спарти, її повальну корупцію, практику хабарів (які брали навіть царі Спарти), систему тотальних доносів, дефіцит вільних громадян, постійну загрозу рабських повстань тощо.
Платон добре знав жахи сучасної йому історії рабовласницького періоду (постійна війна полісів, повстання рабів, постійне чекання війни, постійна підготовка до війни тощо). Тому його Держава в уособленні грецького міста-поліса штучно позбавлена майже всіх недоліків сучасних міст. Це місто — механізм. В центрі — Акрополь з агорою. Вулиці — прямі, всі будинки схожі один на одного. Громадяни харчуються в їдальнях. Дозволені праця і нечасті розваги на зразок музики і танців. З полісу вигнано всіх поетів, гуляк, жебраків, індивідуальність особи під підозрою, це не схвалюється і не виховується.

### Три групи в «Державі» Платона
Полісне суспільство за Платоновим планом має свою ієрархію — три групи :
- Уряд (філософи).
- Стражі порядку (карні органи).
- Виробники (землероби та ремісники)

### Устрій «Держави»
Платон залишає уряд. Урядові функції виконують філософи, з ними щільно співпрацюють карні органи. Карним дозволяється бути злими, але не позбавленими філософії. Лише виробникам Платон залишив звичайні людські почуття на зразок різних емоцій, вказавши, однак, що ті жадібні і здатні лише на глупоту. Тому філософи (уряд) важко працюють з карними органами, контролюють, опікають і вистежують виробників, зберігаючи заведений і начебто непорушний лад.

### Феномен людської родини
Платон зупинився перед феноменом родини. Вона і тоді була фактом недослідженим, незрозумілим, малокерованим, підвласним якимось своїм законам. Щоби приборкати родину як інститут, Платон запропонував взагалі скасувати її. Дітей, що все одно народжуються, забирають з родин і віддають на виховання Державі. (Це була копія звичаїв Спарти. Дітей вибраковували вже після народження. Каліки і хворі підлягали убивству. Дитину до 7 років залишали з матір'ю для виживання. Потім забирали в особливі табори, де виховували вояків, заохочуючи хитрість, бійки, крадіжки, навіть вбивства рабів, щоб утримувати тих в покорі). Громадяни Спарти принципово не працювали. Усе виробництво переклали на рабів, яких налічували до 250 000. У громадян і вояків підтримували стійкість до бідності, зневагу до болі і слабкості характеру, доноси. Діти мали все це успадкувати і всіляко підтримувати консервативні за змістом традиції). Фактично це була націоналізація живих дітей з подальшим їх використанням урядом у власних намірах. Воякам (тобто пересічним громадянам Спарти) залишили лише два життєвих сценарії :
- воювати до 60 років і випадково не бути вбитим ;
- померти на війні.

## Утопія за Мором

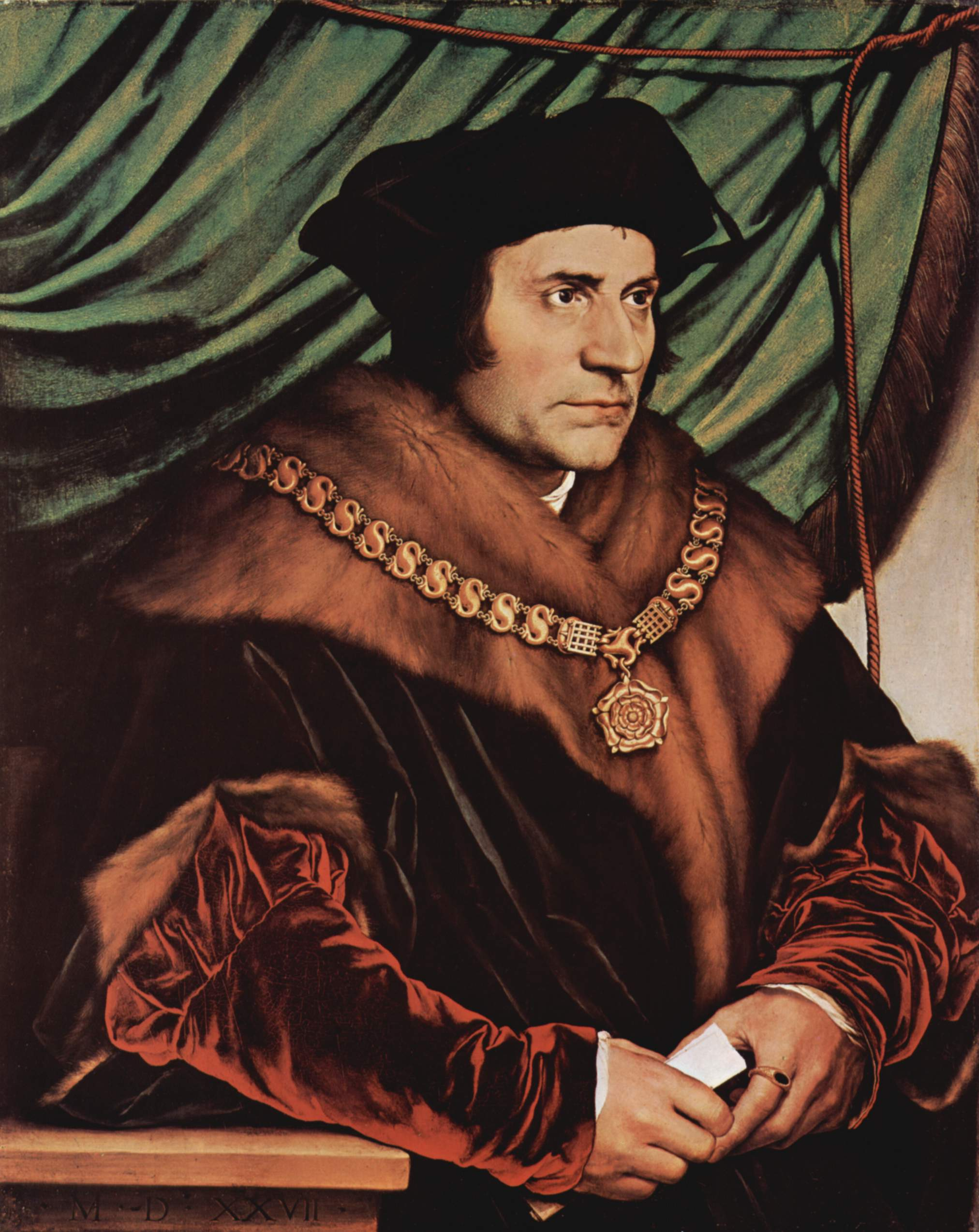
Худ. Ганс Гольбейн Молодший. Томас Мор

У своїй «Утопії» Томас Мор устами головного героя Рафаїла Гітлодея, критикує несправедливість і безчинства, які існували у тогочасній Англії. На противагу їм він змальовує картину ідеального суспільного устрою на неіснуючому острові Утопія. Там немає приватної власності, немає грошей, майже всі працюють, крім учених і посадових осіб. Усе, що виробляється на острові, люди здають у спільні комори й потім безкоштовно отримують звідти все необхідне для життя.
Проте на острові немає зрівнялівки — розподіл усіх благ здійснюється відповідно до заслуг людини перед суспільством. Посадовці обираються народом. Це повинні бути «кришталево чисті» та чесні люди, які мають здібності до управління. Найважливіші питання обговорюються всіма жителями острова. Їхній розумовий і моральний рівень мусить бути надзвичайно високим.

## Утопія за Кампанеллою
«Місто Сонця» — філософський твір Томмазо Кампанелла, «поетичний діалог», одна з найвідоміших утопій і найвідоміший твір його автора. Написаний у в'язниці інквізиції близько 1602 року італійською мовою, вперше опублікований 1623 року у Франкфурті латинською мовою як додаток до «Політики» — третьої частини «Реальної філософії». У тексті очевидний вплив «Держави» Платона та «Утопії» Томаса Мора, однак «Місто Сонця» відрізняється від них наявністю астрологічного контексту. Праця Томмазо Кампанелли містить опис «ідеальних», на думку автора, елективних генітур (гороскопічних елекцій), пов'язаних з питаннями підбору оптимального часу для злучки домашньої худоби (овець, коней, корів, домашньої птиці), зачаття і заснування міст. Нової популярності «Місто Сонця» набуло з середини XIX століття в контексті соціал-демократичних і комуністичних рухів, на думку Карла Каутського Кампанелла був одним з «попередників наукового соціалізму». Цю ідею використала радянська історіографія. Володимир Ленін вважав деякі ідеї, висловлені в «Місті Сонця», придатними для монументальної пропаганди. В історіографії XX століття співіснують полярно несхожі інтерпретації ідеалу «Міста Сонця» — сцієнтистський і теологічний.